# Gare TGV Haute-Picardie
Gare TGV Haute-Picardie vasútállomás Franciaországban, Ablaincourt-Pressoir településen.

## Vasútvonalak
Az állomást az alábbi vasútvonalak érintik:
- LGV Nord

## Kapcsolódó állomások
A vasútállomáshoz az alábbi állomások vannak a legközelebb:
- Gare de Lille-Europe (Gare de Calais - Fréthun, LGV Nord)
- Gare Aéroport Charles-de-Gaulle 2 TGV